# Федеральное министерство почты и телекоммуникаций Германии

Флаг Федеральной почты Германии, 3:5,

Федеральное министерство почты и телекоммуникаций (нем. Bundesministerium für Post und Telekommunikation) было создано в 1949 году под названием Федеральное министерство по делам связи (нем. Bundesministerium für Angelegenheiten des Fernmeldewesens), а 1 апреля 1950 года переименовано в Федеральное министерство почты и связи (нем. Bundesministerium für das Post- und Fernmeldewesen). В дальнейшем оно чаще всего кратко называлось Федеральное министерство почты; внутри была принята аббревиатура BPM. С 1954 по 1988 год штаб-квартира министерства размещалась в здании федерального министерства почты и телекоммуникаций в Бонне, а затем переехала в новое здание. В 1989 году, в рамках первого этапа почтовой реформы, название было изменено на Федеральное министерство почты и телекоммуникаций (нем. Bundesministerium für Post und Telekommunikation, BMPT). В результате приватизации почтовой и телекоммуникационной сети, 31 декабря 1997 оно было распущено.

## Задачи

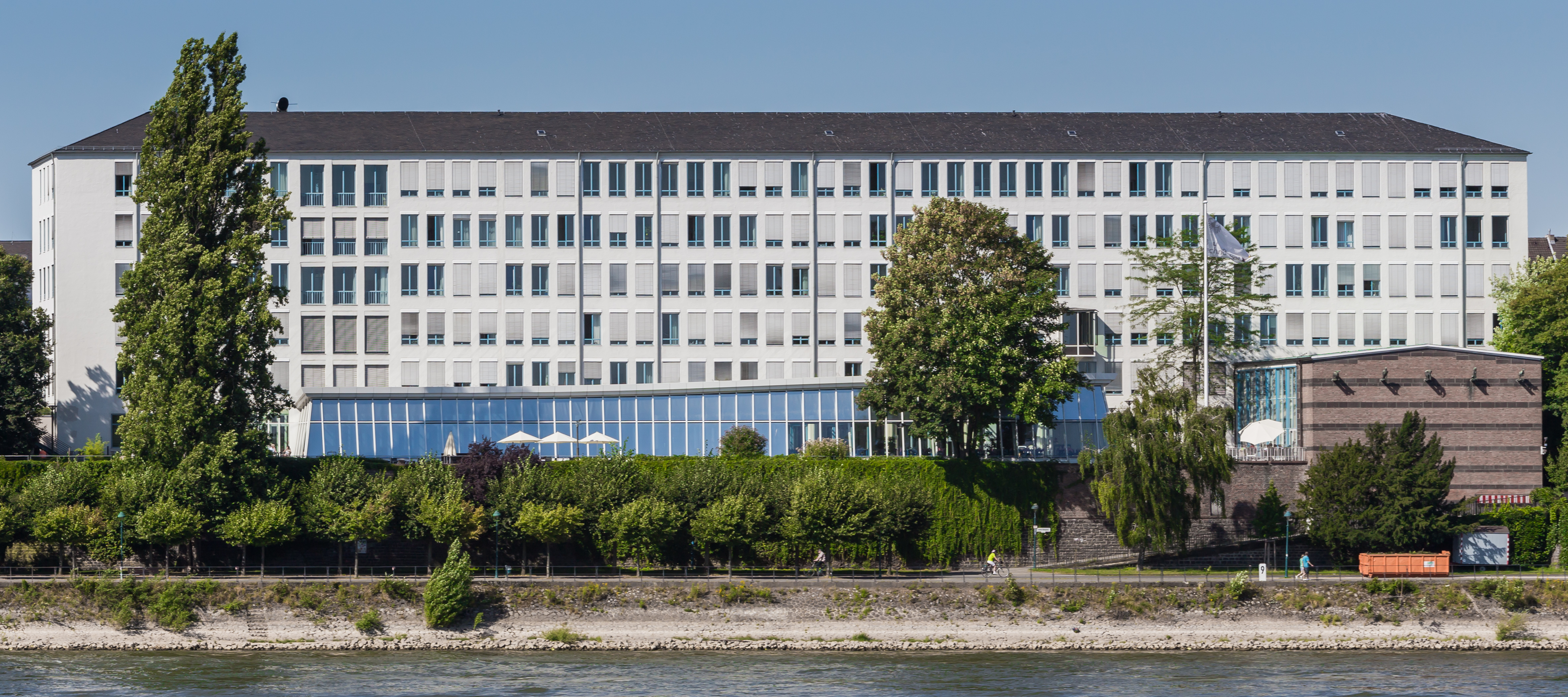
Бывшее здание Минпочты на берегу Рейна в Бонне (1954–1988 гг.), ныне штаб-квартира Федерального аудиторского бюро

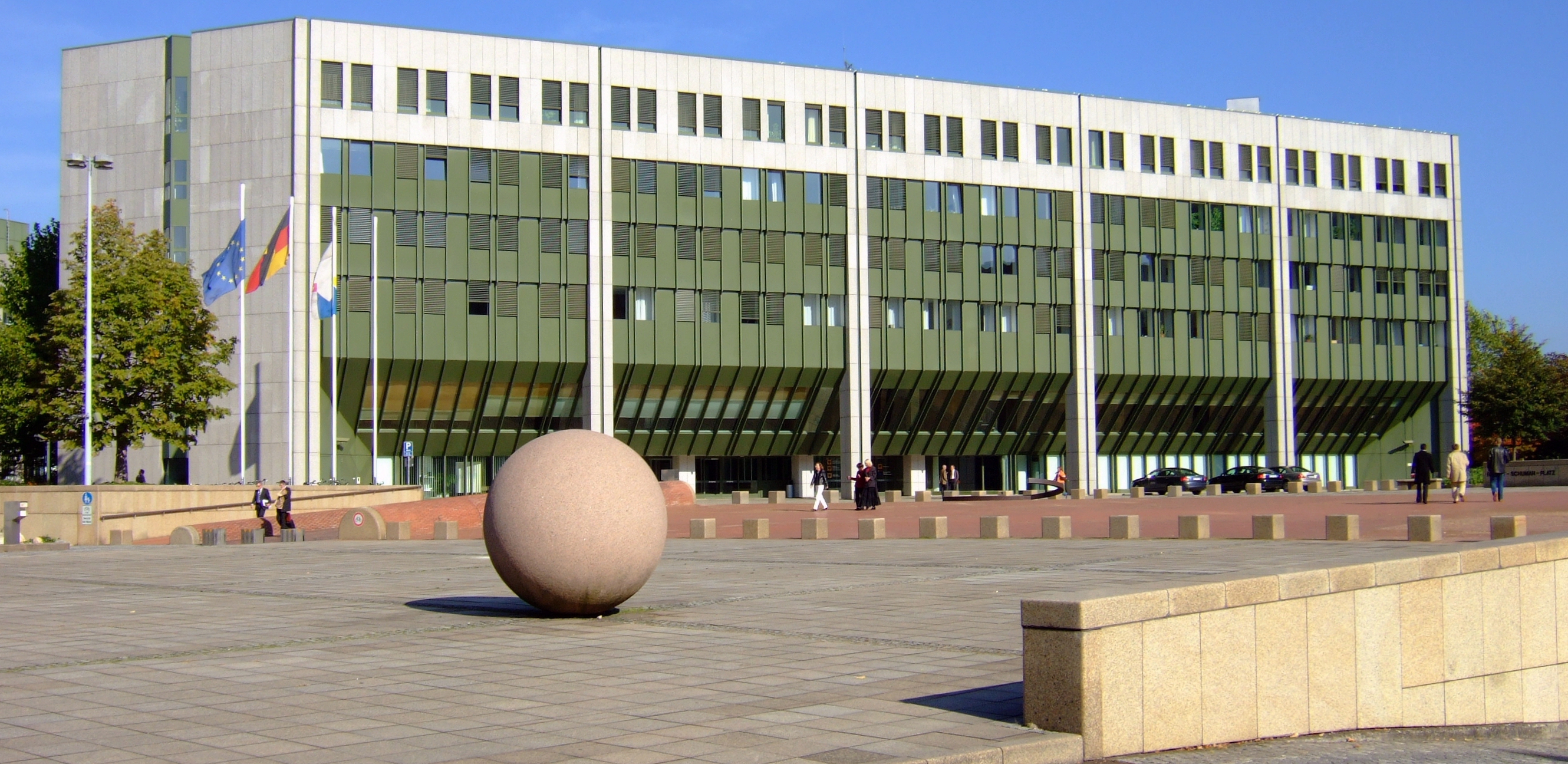
Новое здание на окраине Рейнауэ (1988–1997), в настоящее время штаб-квартира Федерального министерства окружающей среды.

BMPT выполняло суверенные и политические задачи в области почты и телекоммуникаций. Оно было разделено на четыре отдела, управленческий персонал и организационное подразделение представитель по международным отношениям. Названия отделов были следующими:
- (1/2) Департамент политики, стратегия и цели, контроль конкуренции, регулирование;
- (3) допуски; лицензии; вопросы радиочастот; sтандартизация;
- (4) Центральный отдел .

К сфере деятельности BMPT относились подчиненные высшие федеральные органы:
- Федеральное учреждение почты и телекоммуникаций Немецкой Бундеспочты (Bundesanstalt für Post und Telekommunikation Deutsche Bundespost) в Бонне
- Федеральное управление по сертификации в области телекоммуникаций (Bundesamt für Zulassungen in der Telekommunikation, BZT) в Саарбрюккене
- Федеральное управление почты и телекоммуникаций (Bundesamt für Post und Telekommunikation, BAPT) со штаб-квартирой в Майнце.

После роспуска 31 декабря 1997 года его задачи перешли с 1 января 1998 года к Федеральному министерству финансов (например, выпуск знаков почтовой оплаты =почтовых марок, осуществление права голоса по акциям и занятие мандатов наблюдательных советов у акционерных корпораций) и Федеральному министерству экономики (например, представительство интересов Германии в Европейском Союзе, международные вопросы частот). Задачи для сотрудников бывшей Федеральной почты Германии были возложены на Федеральное отделение телекоммуникаций и почты, включая, в частности, объекты самопомощи бывшей Федеральной почты Германии (например, больничная касса для почтовых служащих или санатории Федеральной почты Германии) и аварийный фонд почты и телекоммуникации. Более не подвластная часть BMPT и Федеральное управление почты и телекоммуникаций были объединены, чтобы сформировать Регулирующий орган для телекоммуникаций и почты, который сегодня продолжает действовать как Федеральное сетевое агентство по электроэнергии, газу, телекоммуникациям, почте и железным дорогам.
Министерство было высшим органом в области Федеральной почты Германии. Оно находилось в непосредственном подчинении Главной почтовой дирекции и других центральных промежуточных органов (Центральное почтовое отделение, Центральное телекоммуникационное управление, Социальное управление почты Германии и т. д.) Федеральной почты.
До своего роспуска оно также контролировало Федеральную типографию. Потом этим занялось Федеральное министерство финансов.

## Аналогичные органы
Предшественниками Федерального министерства были
- Имперское управление почтой (1876-1919)
- Имперское министерство почты (1919–1945)

Во время раздела Германии параллельно с Федеральным министерством Германии существовало
- Министерство почты и связи ГДР (1949–1990)

Различные задачи министерства были переданы Регулирующему органу связи и почты (RegTP) в 1998 году, см.
- Федеральное сетевое агентство